# Baquelchán
Baquelchán är en ort i Mexiko.   Den ligger i kommunen San Juan Cancuc och delstaten Chiapas, i den sydöstra delen av landet, 800 km öster om huvudstaden Mexico City. Baquelchán ligger 704 meter över havet och antalet invånare är 937.
Terrängen runt Baquelchán är kuperad åt nordost, men åt sydväst är den bergig. Baquelchán ligger nere i en dal. Runt Baquelchán är det ganska tätbefolkat, med 62 invånare per kvadratkilometer. I omgivningarna runt Baquelchán växer i huvudsak städsegrön lövskog.